# 布加勒斯特路
布加勒斯特路（法語：Rue de Bucarest）是巴黎第八区的一条街道，属于欧洲区的一部分。它始于阿姆斯特丹路59号，止于圣彼得堡路12号。长154米，宽12米。

## 名称
布加勒斯特路得名于罗马尼亚首都布加勒斯特。

## 历史
布加勒斯特路开辟于1826年，最初名为“汉堡路”（rue de Hambourg）。1922年，改名为布加勒斯特路。